# راسيل هيمان
راسيل هيمان (بالإنجليزية: Russ Heman)‏ هو لاعب كرة قاعدة أمريكي، ولد في 10 فبراير 1933 في أولف ‏ في الولايات المتحدة.

## وصلات خارجية
- راسيل هيمان على موقع دوري كرة القاعدة الرئيسي (الإنجليزية)
- راسيل هيمان على موقعبيزبول رفرنس.كوم (الدوري الرئيسي) (الإنجليزية)
- راسيل هيمان على موقعبيزبول رفرنس.كوم (الدوري الثانوي) (الإنجليزية)
- راسيل هيمان على موقع إي إس بي إن.كوم (أم.أل.بي) (الإنجليزية)
- راسيل هيمان على موقع مشجعي الرسوم البيانية (الإنجليزية)